# Góra Kalwaria
Góra Kalwaria là một thị trấn thuộc huyện Piaseczyński, tỉnh Mazowieckie ở trung-đông Ba Lan. Thị trấn có diện tích 14 km². Đến ngày 1 tháng 1 năm 2011, dân số của thị trấn là 11428 người và mật độ 836 người/km².